# إريتشي
جبل حامد  (بالإيطالية: Erice إريتشي)‏ هي مدينة إيطالية تتبع مقاطعة أطرابنش في صقلية، يبلغ عدد سكانها حوالي 28.000 نسمة.

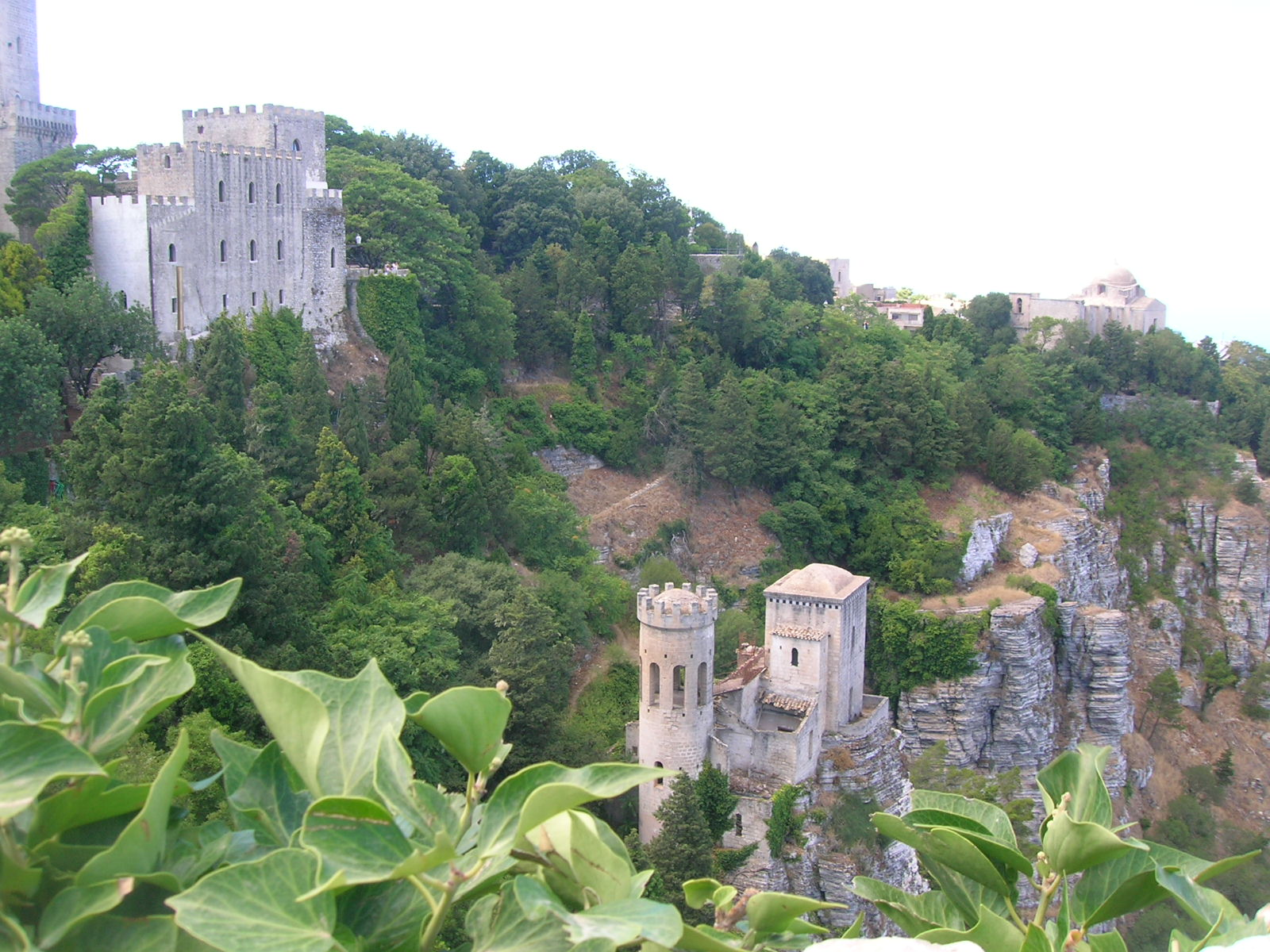
قصر جبل حامد
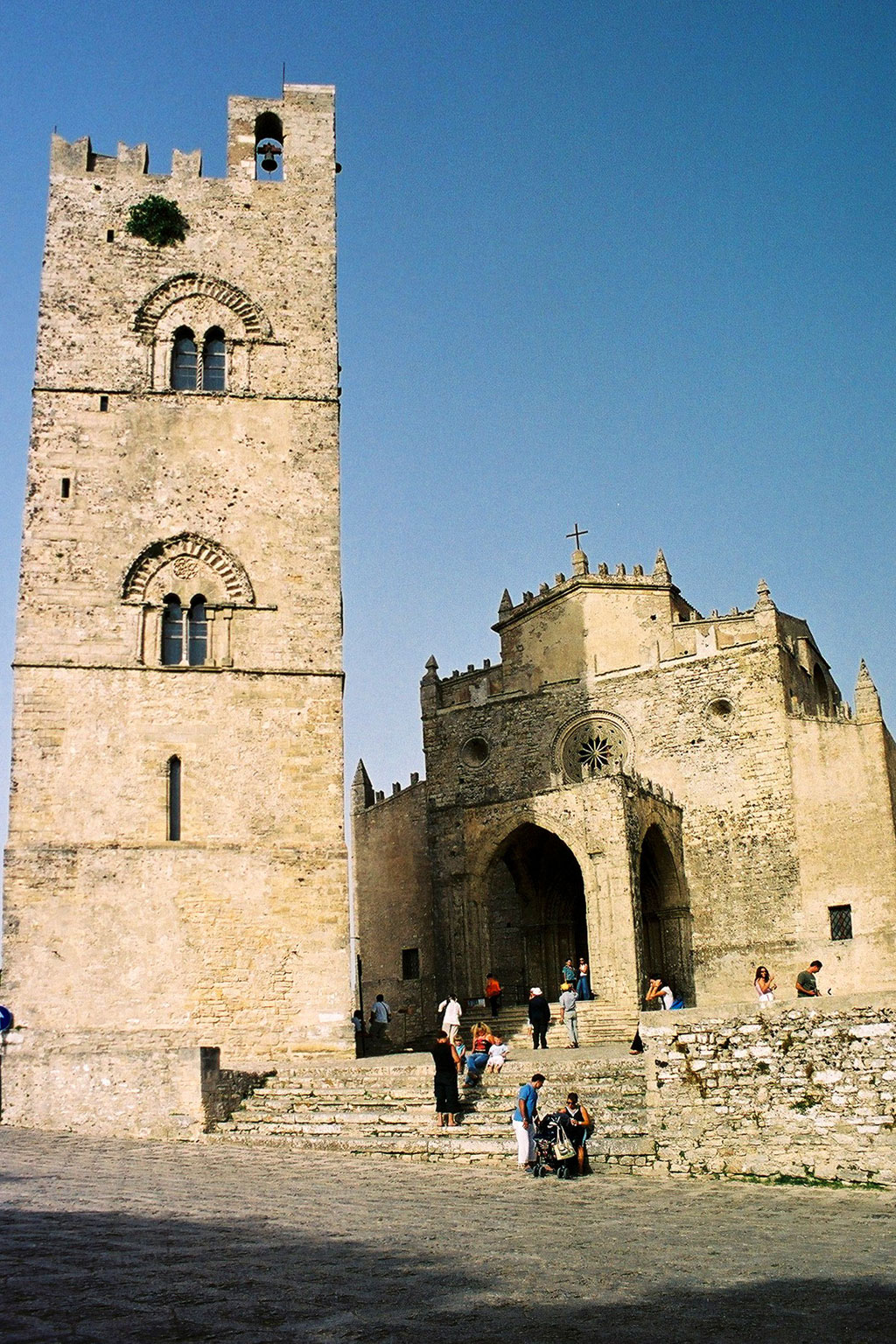
كنيسة الأم Chiesa Madre
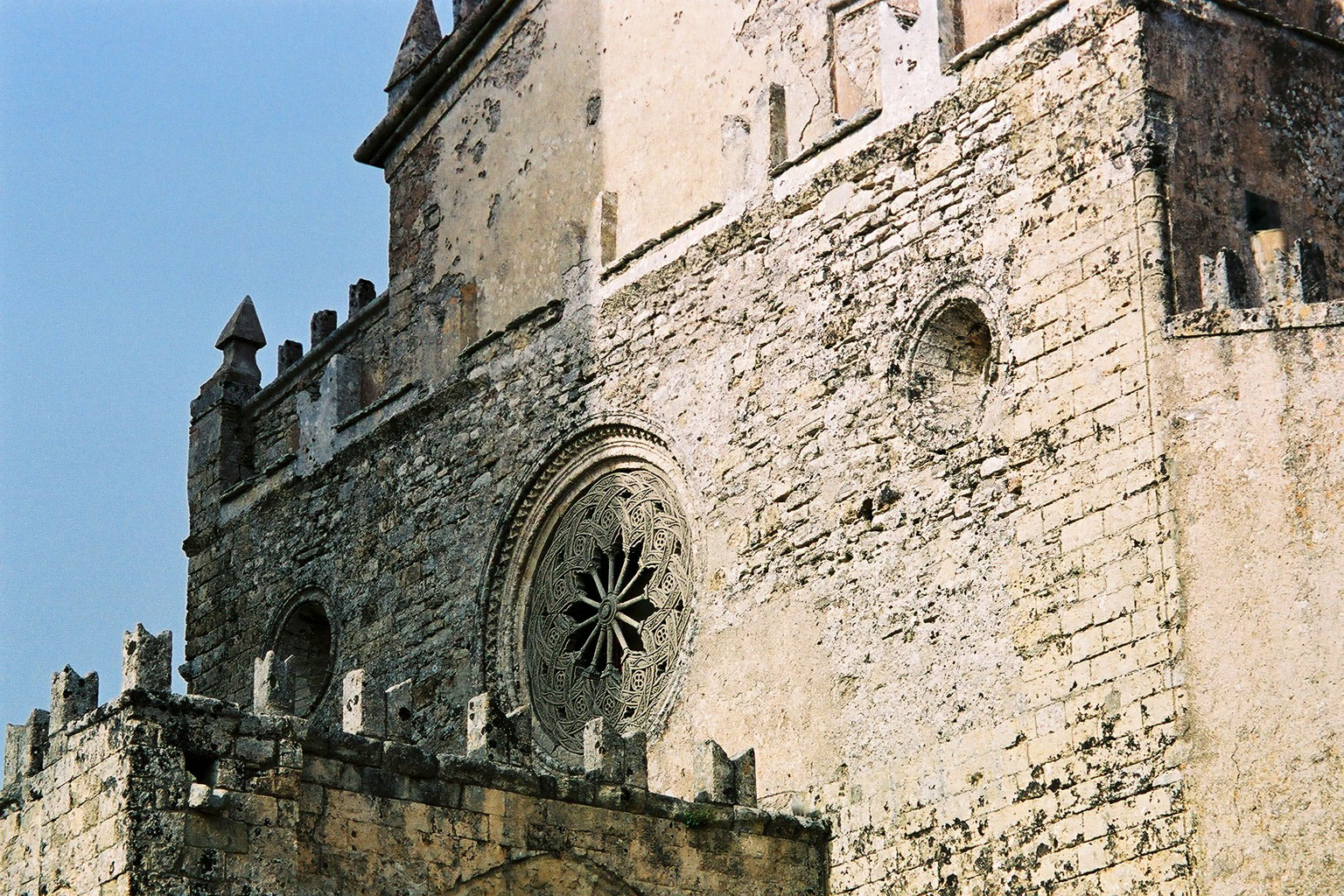
فن العمارة القوطية في جبل حامد
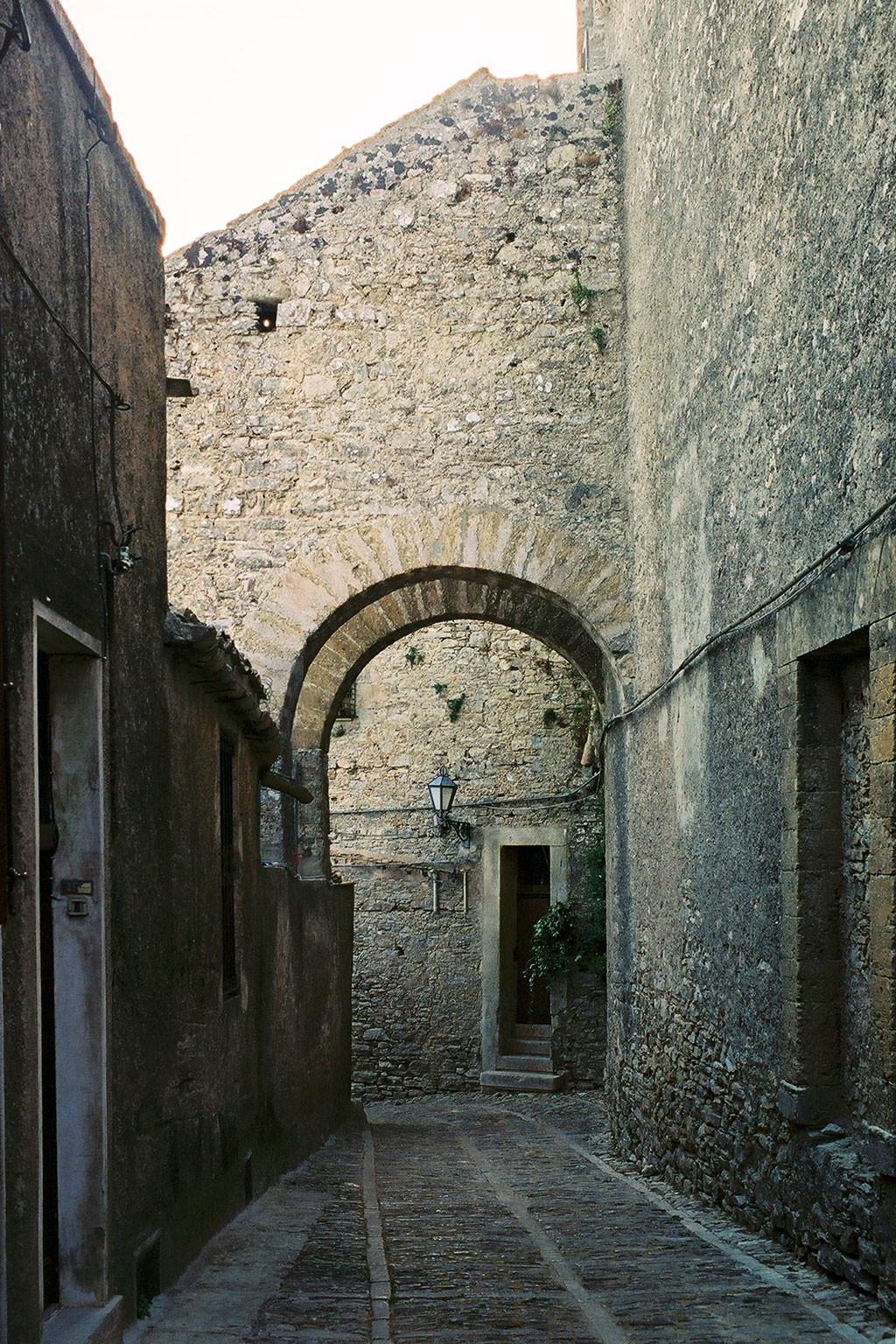
نهج في جبل حامد
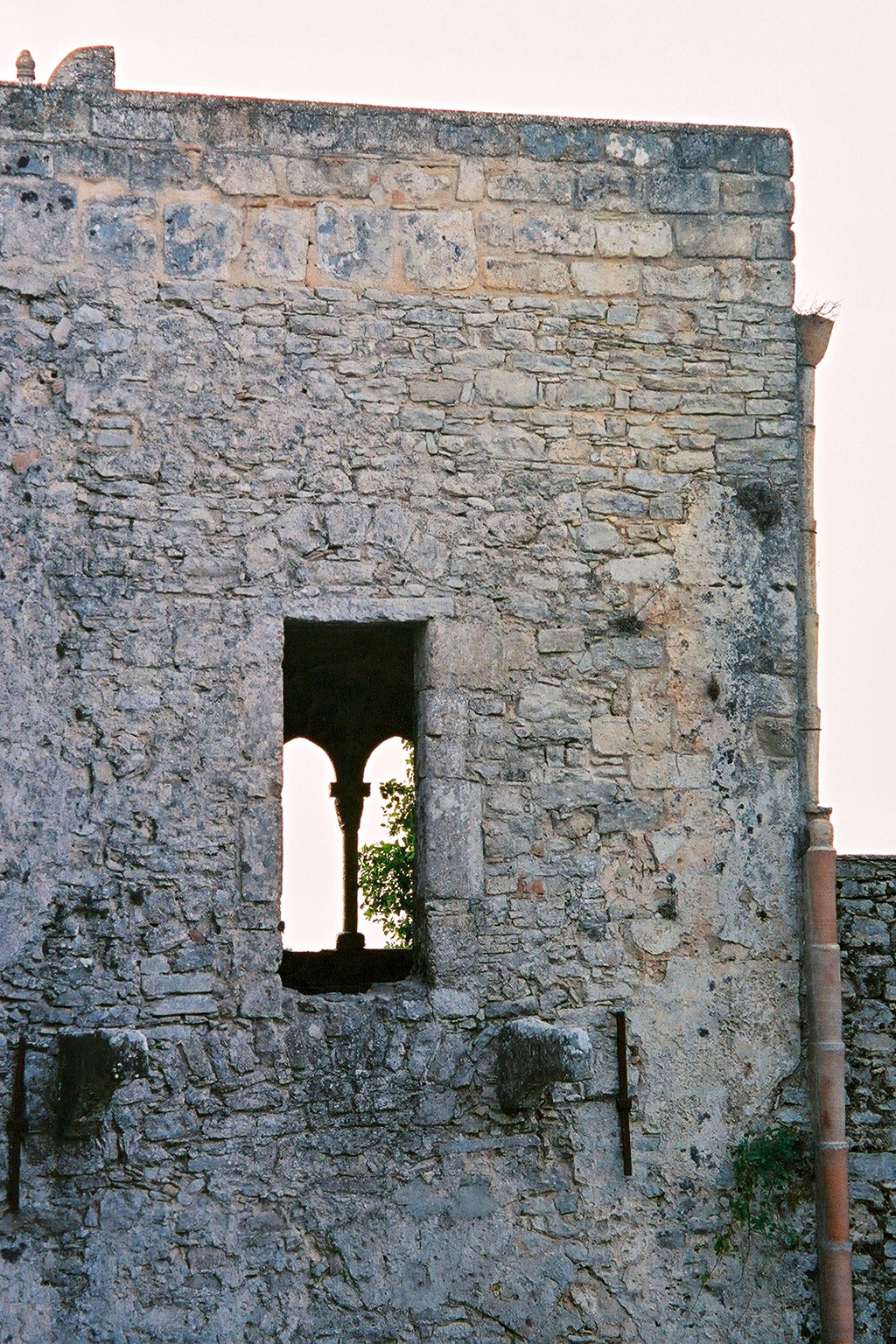
قصر نورماني بجبل حامد
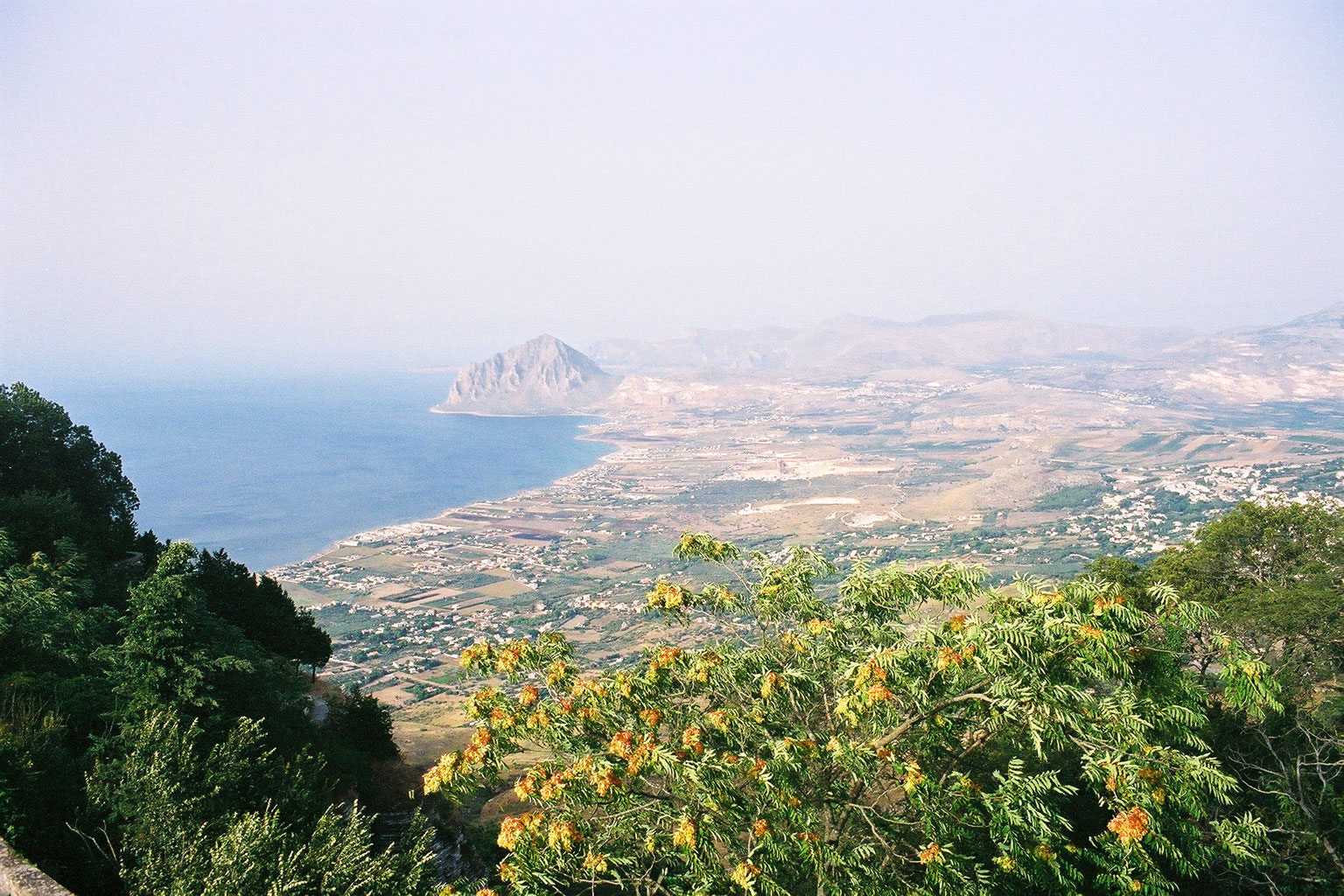
منظر على جبل كوفانو Monte Cofano
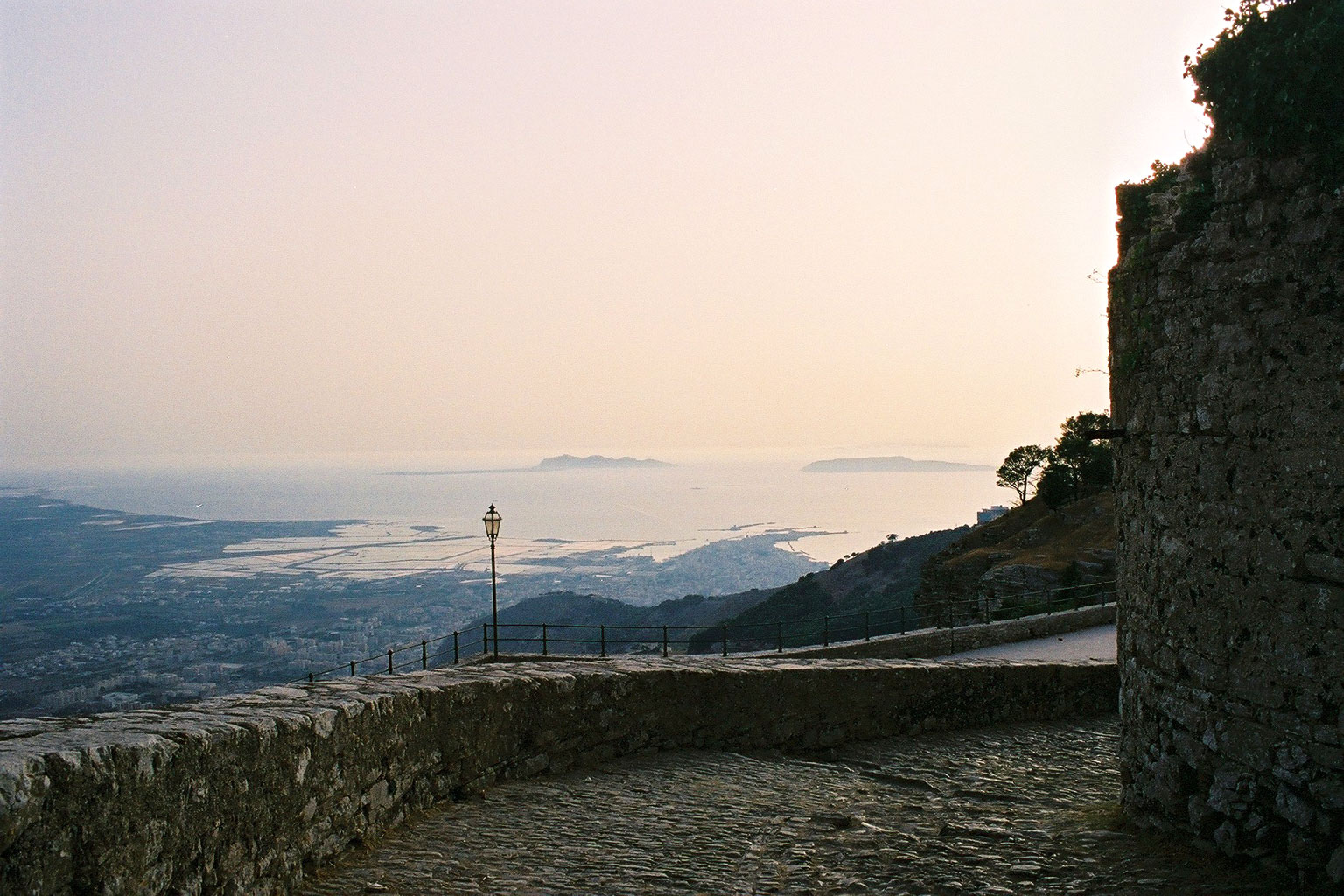
منظر على طرابنش Trapani

## السكان
في سنة 1861 بلغ عدد السكان 5٬660 نسمة، وتطور العدد ليصل في سنة 2011 لـ 28٬012 نسمة.
يظهر هذا المخطط البياني تطور النمو السكاني لـ إريتشي

## أعلام
- فابريزيو الاسترا
- ماركو تومينيو
- ادريانو مونتالتو